# ラ・ベッラ (パルマ・イル・ヴェッキオ)
『ラ・ベッラ』（伊: La Bella）は、ルネサンス期のヴェネツィア派の画家パルマ・イル・ヴェッキオが1518年から1520年頃に制作した絵画である。油彩。パルマ・イル・ヴェッキオの成熟期を代表する作品で、ローマの有力貴族であるコロンナ家のコレクションに属していたことが知られている。19世紀のフランスの批評家イポリット・テーヌは「彼女の穏やかに安らぐその姿はギリシアの彫像のように高貴」であると述べている。現在はマドリードのティッセン＝ボルネミッサ美術館に所蔵されている。

## 作品
金髪の美しい女性が鑑賞者と絵画世界を隔てる欄干のそばでたたずんでいる。女性は四分の三正面を向いて謎めいた視線を鑑賞者に向けている。その右手はたっぷりと肩に乗った髪の束を触り、左手は欄干の上に置かれた小箱の上に置かれている。また青の裏地が施された赤のシルクのマントや白いプリーツのシュミーズ、赤と白のツートンカラーの袖という見事な衣装に身を包んでいる。この袖は鑑賞者の視線をふっくらとした手と、その手が触れている髪と小箱へと導く。赤、青のドレープは大理石のような肌やシュミーズの白と対照的であり、その色合いを強調している。彼女が触れている小箱のようなものは宝石箱であろうか。小箱の縁から垂れ下がっている細長い鎖は長い髪をまとめるために使用する髪飾りの一部かもしれない。欄干は階段状になって画面左隅の壁とつながっており、画面左下隅に「A・M・B / N・D」の文字が刻み込まれている。画面右では建築構造の一部が見え、その右上隅には裸の男性を踏みつけた騎馬像を彫刻した小さな浮彫りが見える。パルマ・イル・ヴェッキオはこれらの建築要素を使って室内空間を定義しつつ、半身像として女性を配置している。
この絵画はルネサンス期のヴェネツィア派に典型的な諸要素を組み合わせたもので、パルマ・イル・ヴェッキオの最も美しく成功した人物画の1つと見なされている。半身像として描かれたこれらの女性像は低いネックラインと官能的なポーズ、表情、容姿で描かれており、その形式は当時の美の規範を反映している。特定の人物の肖像画ではないものの、研究者たちは当時のヴェネツィアの有名な高級娼婦に基づいて描かれた可能性があることも示唆している。

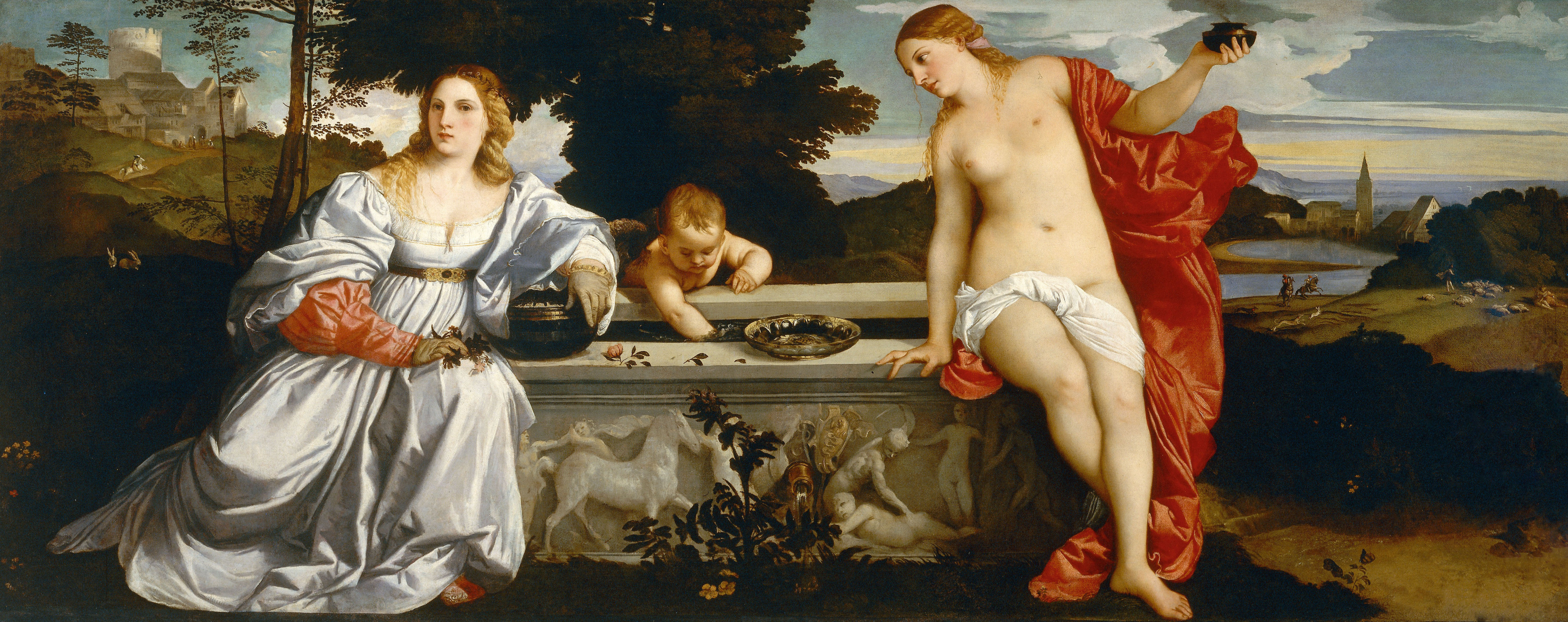
ティツィアーノ・ヴェチェッリオの『聖愛と俗愛』。1515年から1516年。ボルゲーゼ美術館所蔵。

『ラ・ベッラ』は1853年にドイツの芸術家で美術史家のヨハン・ダーフィト・パサヴァンによってパルマ・イル・ヴェッキオに帰属された。ローマのコロンナ家のコレクションに所蔵されていたときティツィアーノ・ヴェチェッリオの作品とされていた。実際に過去には「ティツィアーノの美女」（la bella de Tiziano）として知られていた。これは『ラ・ベッラ』の女性像がボルゲーゼ美術館所蔵の『聖愛と俗愛』（Amor sacro e Amor profano）の女性像の1人と類似していたことに基づいている。パルマ・イル・ヴェッキオの女性像はティツィアーノの寓意的絵画に由来している。同様の女性像は他の作品『扇を持った青いドレスの女性』（Giovane donna in abito blu con ventilatore）でも見ることができる。宝石箱や女性の髪に手を触れる身振りといった絵画のいくつかの要素は、おそらく絵画の主題がヴァニタス（ラテン語で空虚や虚栄の意）であることを仄めかしている。画面右上隅の裸の男性を踏みつけた騎馬像の浮彫りについても、やはり虚栄について言及しているか、あるいは画家の古典的趣味の表れなど様々に解釈されている。
左下隅の欄干に刻まれた碑文の意味はいまだ解明されていない。ただし「N・D」は「貴婦人」（nobildonna）の略ではないかとも言われている。これらの碑文は絵画の主題を明かにするか、あるいはモデルとなった女性の特定に貢献する可能性がある。

## 来歴
絵画は古くはローマのシャッラ・コロンナ宮殿のコレクションに所蔵されていた。ローマからパリのロチルド家の2代目当主アルフォンス・ド・ロチルド、エドモン・バンジャマン・ド・ロチルド男爵のコレクションに渡り、フェリエール城に設置された。1958年、ハンス・ハインリヒ・ティッセン＝ボルネミッサはヴィラ・ファヴォリータ（Villa Favorita）のために本作品をギー・ド・ロチルド男爵から購入した。

## ギャラリー
関連作品

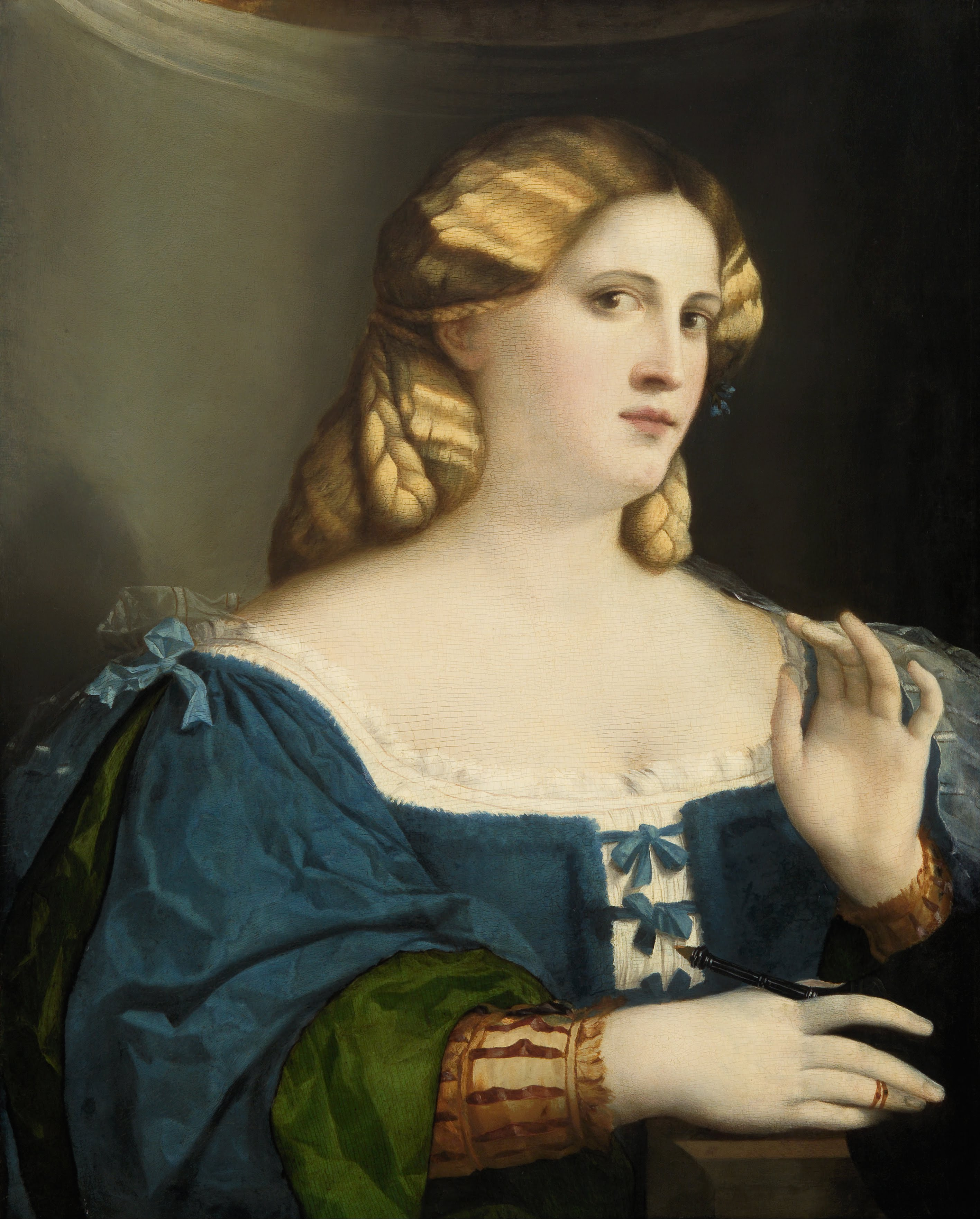
『扇を持った青いドレスの女性』1512年から1514年頃 美術史美術館所蔵
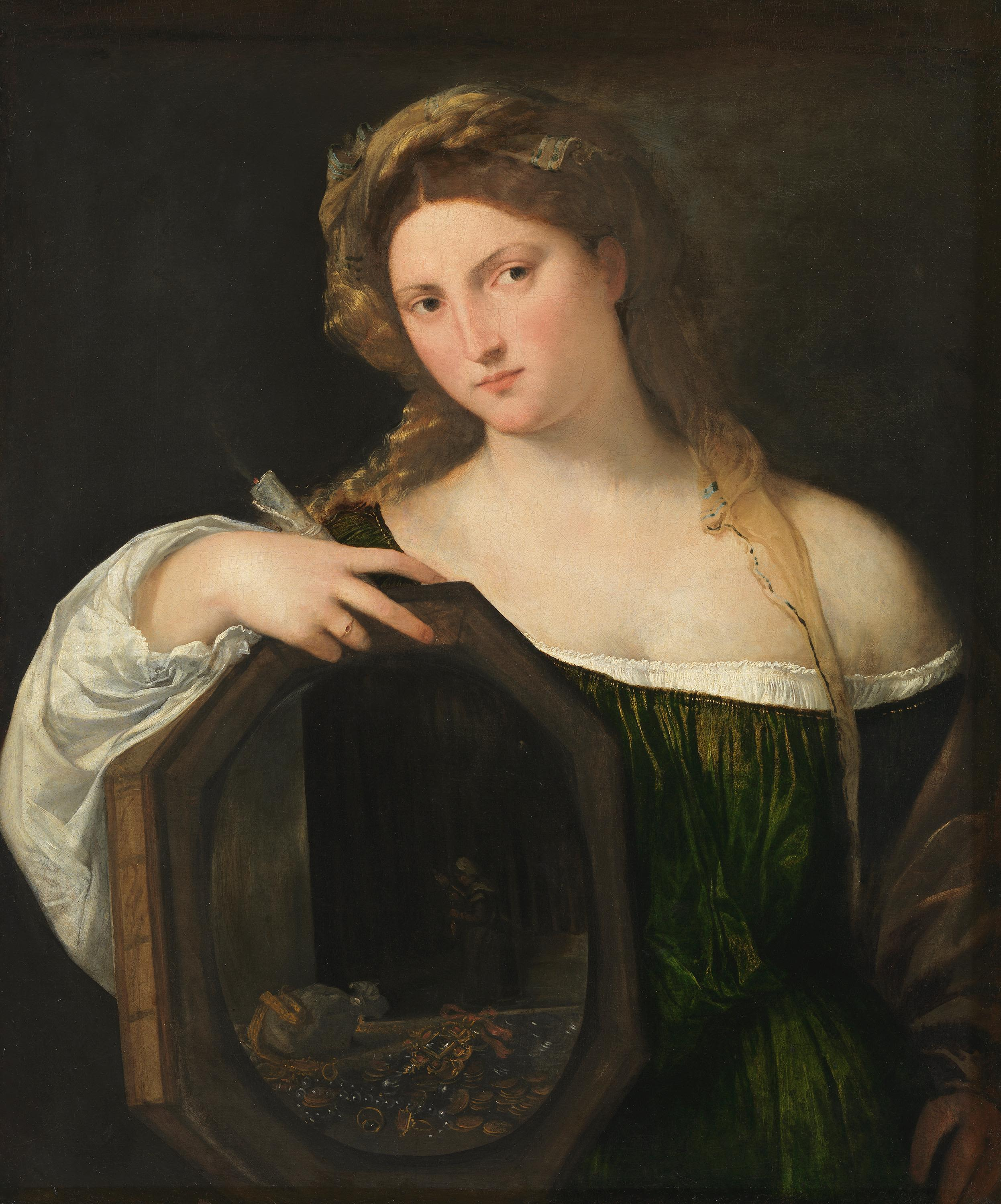
ティツィアーノ・ヴェチェッリオ『虚栄』1515年頃 アルテ・ピナコテーク所蔵
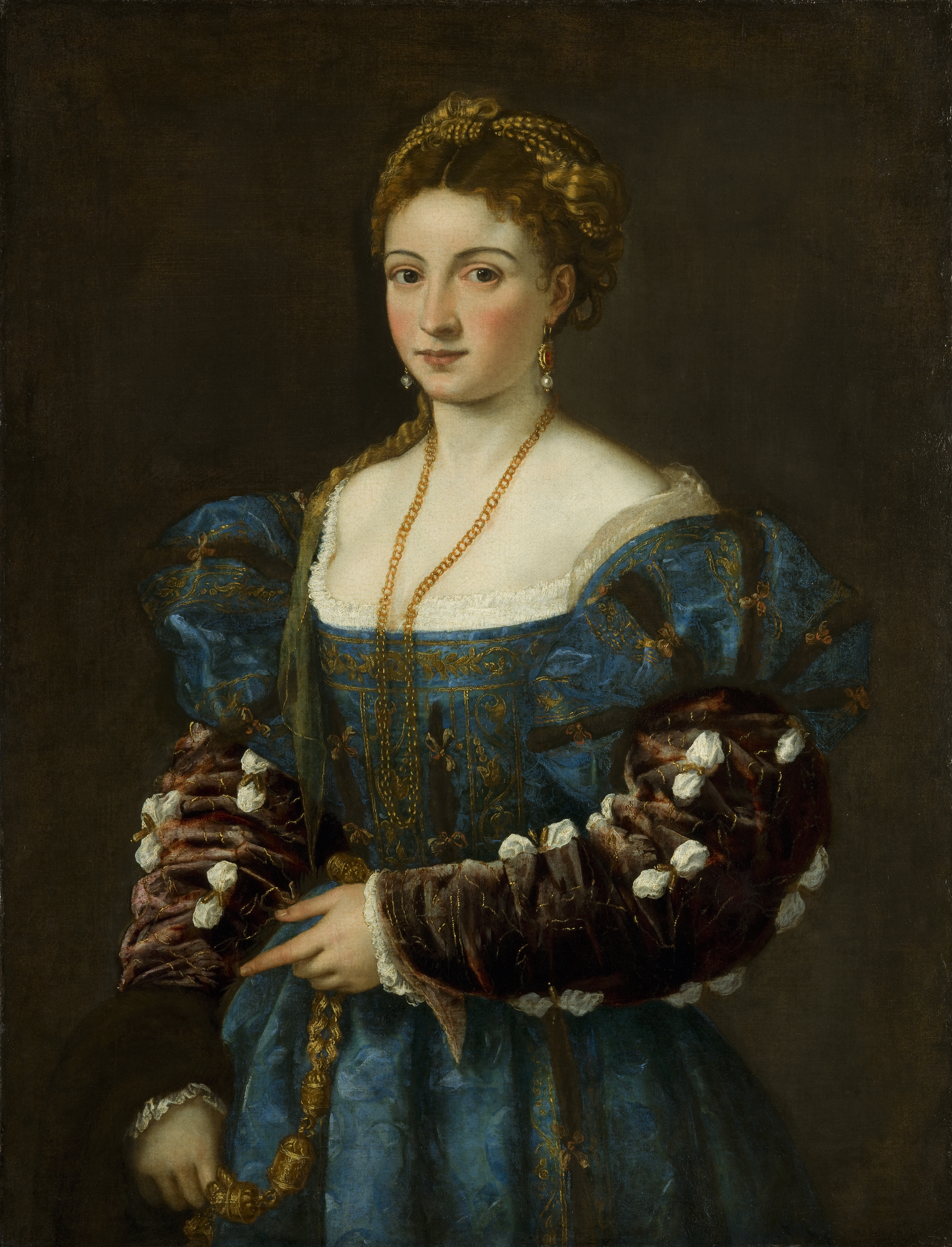
ティツィアーノ・ヴェチェッリオ『ラ・ベッラ』1536年-1538年 パラティーナ美術館